# Anthaxia bellamyi
Anthaxia bellamyi es una especie de escarabajo del género Anthaxia, familia Buprestidae. Fue descrita científicamente por Bílý en 2002.